# 赵冲久
赵冲久（1965年5月—），男，辽宁盘锦人，中华人民共和国政治人物。天津大学建筑工程学院港口、海岸及近海工程专业毕业，研究生学历，工学博士，研究员，享受国务院政府特殊津贴专家。现任交通运输部党组成员、国家邮政局党组书记、局长。

## 生平
1986年6月加入中国共产党。1990年3月参加工作。曾长期任职于交通部天津水运工程科学研究所，1999年11月起担任该研究所所长。2007年4月，该研究所改名为交通部天津水运工程科学研究院（后为交通运输部天津水运工程科学研究院），继续担任研究院院长。2009年8月，调任人民交通出版社党委书记、副社长。2011年10月起，先后担任交通运输部科技司司长，交通运输部总工程师，交通运输部党组成员、总规划师、综合规划司司长。
2017年2月，调任新疆维吾尔自治区人民政府副主席。2021年6月，回到交通运输部，出任部党组成员、副部长。2022年9月，出任国家邮政局党组书记、局长，不再担任交通运输部副部长职务。